# Alexandre-Sigismond de Palatinat-Neubourg
Alexandre-Sigismond de Palatinat-Neubourg (1663-1737) est prince-évêque d'Augsbourg, de 1690 à 1737.

## Biographie
Membre de la Maison de Wittelsbach, Alexandre Sigismond est né à Neubourg-sur-le-Danube le 16 avril 1663, le cinquième fils de Philippe-Guillaume de Neubourg et sa femme Élisabeth-Amélie de Hesse-Darmstadt. (À l'époque d'Alexandre Sigismond est né, son père est comte de Palatinat-Neubourg, il devient électeur palatin en 1685). Il est destiné au clergé, dès son jeune âge, et envoyé à l'étude avec les jésuites à Neuburg an der Donau et Düsseldorf.
Il est nommé évêque coadjuteur d'Augsbourg le 10 février 1681. Il subit un grave accident d'équitation en 1688. Il est ordonné en tant que prêtre le 26 juillet 1689.
Jean-Christophe de Freyberg-Allmendingen meurt le 1er avril 1690 et Alexandre Sigismond lui succède comme prince-évêque d'Augsbourg, le pape Alexandre VIII confirmant sa nomination, le 31 mai 1690. Il est consacré comme évêque par Marquard Rudolf von Rodt, évêque de Constance, le 18 juin 1690.
En 1714, Alexandre-Sigismond souffre d'un épisode de maladie mentale, et le chapitre de la cathédrale de la cathédrale d'Augsbourg sélectionne Johann Franz Schenk von Stauffenberg, évêque de Constance, pour être évêque coadjuteur, le 11 juin 1714. Alexandre Sigismond récupère assez ses esprits pour reprendre ses devoirs comme prince-évêque en 1718.
Il est mort à Augsbourg le 24 janvier 1737.